# Justicia (schip, 1917)
Het passagiersschip Justicia is op stapel gezet als de Statendam (II) voor de Holland-Amerika Lijn en was in 1912-1914 in aanbouw, maar als gevolg van de Eerste Wereldoorlog heeft het nooit als zodanig dienstgedaan.
In maart 1912 kwam het plan om een Nederlands stoomschip naar model van de RMS Titanic en RMS Olympic te bouwen, maar kleiner en met één schoorsteen minder. Het schip werd gebouwd bij Harland and Wolff in Belfast. De kiel werd gelegd op 11 juli 1912 en de tewaterlating vond plaats op 9 juli 1914. In augustus 1914 moest de afbouw echter worden stilgelegd als gevolg van het uitbreken van de Eerste Wereldoorlog.

## Vordering
Het onafgewerkte schip werd op 7 juli 1916 door de Britse regering gevorderd om ingericht te worden als troepentransportschip. Het zou in beheer worden gegeven van de Cunard Line ter vervanging van de getorpedeerde Lusitania. Het stond op de zesde plaats op de ranglijst van grootste passagiersschepen ter wereld. Door personeelstekorten bij Cunard werd het schip echter op 7 april 1917 onder de naam Justicia overgedragen aan de White Star Line, dat een bemanning overhad, nadat de Britannic op een mijn was gelopen op 21 november 1916. Er konden 4300 militairen aan boord.

## Torpedering
Op 19 juli was de Justicia op weg van Belfast naar New York in konvooi OLX 39. Zo'n 15 zeemijl ten zuiden Skerryvore (een vuurtoren op een van de kleine eilandjes behorende tot Schotland) werd het getorpedeerd door een U-boot, de UB-64. Het schip maakte slagzij, maar haar waterdichte compartimenten behoeden haar voor zinken. Om het schip te redden werden torpedobootjagers ingezet om de Justicia naar veiliger wateren te loodsen. Ondanks deze escorte slaagde de UB-64 er toch nog in om opnieuw twee voltreffers te plaatsen. Nog steeds zonk het schip niet.
Het merendeel van de bemanning, die het gebeuren met de Britannic nog vers in het geheugen hadden, had ondertussen al de Justicia verlaten, zodat nog maar enkele bemanningsleden aan boord van het schip overbleven. De Justicia werd door de Sonia op sleeptouw genomen om het naar ondieper water te slepen waar het veilig aan de grond kon gezet worden.
Ondertussen lag de vijandelijke U-boot nog steeds op de loer en enkele uren later sloeg de duikboot opnieuw toe. Een vierde torpedo werd afgevuurd naar de reeds danig toegetakelde Justicia. De torpedo trof doel, maar ook de UB-64 werd door torpedobootjagers geraakt. De duikboot slaagde er wel in om weg te vluchten. De Justicia was nog steeds drijvende en de poging het schip van de ondergang te redden ging verder. De UB-64 had echter de positie van het getroffen schip kunnen doorgeven aan een andere duikboot, de UB-124. De volgende dag om 9 uur 's morgens vuurde de UB-124 twee torpedo's af op de Justicia. Deze laatste twee voltreffers waren te veel voor het zwaar gehavende schip. Tegen de middag kapseisde het schip en kort daarna was het schip gezonken. 16 man uit de machinekamer kwamen hierbij om. Het wrak ligt er nog steeds, in goede conditie.
De UB-124 werd door de torpedobootjagers Marne, Milbrook en Pigeon met dieptebommen bestookt en werd op zijn beurt tot zinken gebracht. Twee bemanningsleden konden zich nog redden en werden als krijgsgevangenen opgepikt.